# فیات ۶ اچ‌پی
فیات ۶ اچ‌پی (Fiat ۶ HP) خودرویی است که در سال‌های ۱۹۰۰ تا ۱۹۰۱ تولید شده‌است. طول آن در حالت طبیعی ۲٬۸۱۰ میلیمتر (۱۱۱ اینچ)، عرض آن در حالت طبیعی ۱٬۴۵۰ میلیمتر (۵۷ اینچ) و ارتفاع آن در حالت طبیعی ۱٬۶۲۰ میلیمتر (۶۴ اینچ) و وزن آن در حالت طبیعی ۱٬۰۰۰ کیلوگرم (۲٬۲۰۵ پوند) است.
موتور آن ۱۰۸۲ سی‌سی سیستم جعبه‌دندهٔ آن ۳ دنده به صورت دستی است.